# Geburtshaus
Ein Geburtshaus ist eine von Hebammen betriebene selbständige und außerklinische Einrichtung zur Betreuung von Geburten.

## Geburtshäuser
Geburtshäuser in Deutschland sind von Hebammen geleitete außerklinische Einrichtungen der ambulanten Geburtshilfe (HgE), die gesetzlich im § 134a SGB V verankert sind.
In den Geburtshäusern haben Schwangere gemäß der im SGB V festgelegten Wahlfreiheit des Geburtsortes (gemäß §24f Geburtshausgeburt, Hausgeburt oder Geburt in der Entbindungsstation eines Krankenhauses) die Möglichkeit einer außerklinischen, hebammengeleiteten, ambulanten Geburt. Dies schließt eine individuelle Betreuung während der Schwangerschaft, der Geburt und meist auch im Wochenbett mit ein.
In Deutschland wurden gemäß dem Bericht der Gesellschaft für Qualität in der außerklinischen Geburtshilfe (QUAG) 2020 etwa 1,8 Prozent aller Geburten außerklinisch geplant und beendet. Etwas mehr als die Hälfte der außerklinisch geplanten und begonnenen Geburten entfiel auf hebammengeleitete Einrichtungen, zu denen Geburtshäuser, Hebammenpraxen mit Geburtshilfe und Entbindungsheime zählen. Der Rest sind Hausgeburten in der Privatwohnung. In absoluten Zahlen werden für das Jahr 2020 für Deutschland 8656 in hebammengeleiteten Einrichtungen geplant begonnene Geburten angegeben.
Bei einem substanziellen Anteil der Geburten in Geburtshäusern kommt es im Verlauf der Geburt zur Verlegung in eine Klinik. Gemäß QUAG war das 2020 in Deutschland bei 18,7 Prozent dieser Geburten der Fall. Deutlich höher lag der Anteil bei Erstgebärenden (32,5 Prozent), deutlich niedriger bei Zweit- oder Mehrgebärenden (7,2 Prozent). Ein Großteil der Verlegungen geschieht in Ruhe (knapp 93 Prozent), gut 7 Prozent in Eile. Der häufigste Grund für Verlegungen „in Ruhe“ ist Geburtsstillstand in der Eröffnungsperiode, der häufigste Grund für Verlegungen „in Eile“ sind pathologische Herztöne des Ungeborenen.

## Geschichte
Das erste frauenzentrierte Geburtshaus mit gesundheitspolitischem Anspruch wurde 1987 in Berlin als Geburtshaus „für eine selbstbestimmte Geburt“ – heute „Geburtshaus Charlottenburg“ – gegründet. Trotz massiver Widerstände und auf der stabilen Grundlage eines frauenbewegten Veränderungswillens nahm die Geburtshausentwicklung in Deutschland Fahrt auf. Bahnbrechend für die Geburtshäuser war die Gründung einer eigenen Verhandlungskommission (Vorläufer des „Netzwerks der Geburtshäuser“) im Jahr 1997, um die Erstattung der Betriebskosten für Geburtshäuser mit dem Gesetzgeber und den Krankenkassen zu verhandeln. Nach einem Rückschlag durch ein Urteil des Bundessozialgerichts, das die fehlende Rechtsgrundlage für die Erstattung von Betriebskosten monierte, führte ein gemeinsamer Gesetzentwurf mit den Spitzenverbänden der Krankenkassen 2007 zur rechtlichen Verankerung der Geburtshäuser im damals neuen Sozialgesetzbuch V mitsamt einer gesetzlichen Regelung zur Vergütung eines Teils der Betriebskosten.
Parallel hierzu verlief die Entwicklung von Qualitätsstandards für die außerklinische Geburtshilfe – ebenfalls in enger Abstimmung vom Netzwerk der Geburtshäuser mit den Hebammenverbänden einerseits und den Krankenkassen/dem GKV-Spitzenverband andererseits. Hieraus stammen sowohl der aktuelle Ergänzungsvertrag nach § 134a SGB V wie auch die inkludierten Qualitätsanforderungen an die Prozess-, Ergebnis- und Strukturqualität für die außerklinische Geburtshilfe in Geburtshäusern. Diese gesetzlichen Rahmenbedingungen erleichtern die Gründung weiterer Geburtshäuser, so dass 2020 mehr als einhundert Geburtshäuser in Deutschland existieren.

## Arbeitsweise und Betreuung im Geburtshaus
Die Geburtshilfe im Geburtshaus erfolgt ambulant: Einige Stunden nach der Geburt, wenn es Eltern und Kindern gut geht, die Familie Zeit hatte, zueinander zu finden, und die Hebamme die erste Untersuchung durchgeführt und sichergestellt hat, dass alles physiologisch ist, kehrt die Familie nach Hause zurück. (Da die stationäre Aufnahme in den früheren Entbindungsheimen heute nicht mehr gesetzlich vergütet wird, findet sie nur noch selten statt.) Zur Betreuung im Wochenbett kommt die Hebamme zunächst täglich, später bei Bedarf, in der Regel bis zu 12 Wochen. Zum ganzheitlichen Konzept der Geburtshäuser gehören in der Regel auch die Kursangebote rund um die Geburtsvor- und Nachbereitung, im Eltern-Kind-Bereich und die Zusammenarbeit mit anderen Berufsgruppen, wie z. B. Psycho- oder Physiotherapeuten, Osteopathen etc. und die Kooperation mit geburtshilflichen und pädiatrischen Kliniken.
Im Geburtshaus selbst sind in der Regel keine Ärzte anwesend, es gibt auch keine medizinisch-technischen Eingriffe rund um die Geburt. Dieses Vorgehen beruht auf der Annahme, dass die Geburt ein physiologisch ablaufender Prozess sei, der primär nicht als pathologisch zu sehen sei.

## Qualität und Risiken
Die Qualität der Arbeit in Geburtshäusern unterliegt einem strengen Qualitätsmanagement und wird regelmäßig intern und extern überprüft. Alle Abläufe werden gewissenhaft dokumentiert. Die Perinataldaten werden für jede Geburt elektronisch erfasst und für die bundesweite Perinatalstatistik durch QUAG – Gesellschaft für Qualität in der außerklinischen Geburtshilfe e. V. – zur Verfügung gestellt. Seit mehr als zwanzig Jahren belegt die jährliche Perinatalstatistik des QUAG e. V. das gute Outcome von Gebärenden und Kindern und bestätigt, dass die Geburtshausgeburt im Vergleich zur Klinikgeburt einen ebenso guten Gesundheitszustand für die Neugeborenen mit sich bringt.
Sicheres Arbeiten der Hebammen in einem Geburtshaus beruht auf einer intensiven Schwangerenbegleitung. Weitgehende Gesundheit der Schwangeren, eine gesunde Schwangerschaft, ein Geburtsbeginn während des physiologischen Geburtszeitraumes von 37+0 bis 41+6 Schwangerschaftswochen sind die Voraussetzungen für eine Geburt in einem Geburtshaus. Eine außerklinische Geburt wird in einer 1:1-Situation begleitet. Die kindlichen Herztöne werden überwacht, die gebärende Person kann frei ihrer Intuition folgen und Positionen wählen, die ihr passend erscheinen. Es wird weitgehend interventionsfrei begleitet.
Zu den Risiken außerklinischer Geburten gibt es eine Reihe von Untersuchungen. Einen Überblick bietet der Artikel Hausgeburt.

## Ziele und Aufgaben
Ziel eines Geburtshauses ist es, Schwangere und Paare während der Schwangerschaft, der Geburt und der ersten Zeit mit dem Säugling umfassend und persönlich zu begleiten. Es will Frauen dabei unterstützen, bewusst, selbstbestimmt, seelisch und geistig gesund mit ihrer Schwangerschaft, der Geburt und ihrem Neugeborenen umzugehen. Die Betreuung wird durch Hebammen und andere Berufsgruppen geleistet.

## Geburtshilfliche Arbeit
Viele Geburtshäuser bieten Informationsveranstaltungen, Geburtsvorbereitung, Kurse in offenen oder geschlossene Gruppen, Vorbereitung zum Leben mit Kindern usw.
In den meisten Geburtshäusern kann nur ambulant unter der Leitung einer Hebamme entbunden werden, d. h. nach einem normalen Geburtsverlauf kehren Mutter und Kind bereits nach wenigen Stunden in die eigene Wohnung zurück und werden in der Folgezeit von der Nachsorgehebamme betreut. Einige Geburtshäuser bieten aber auch stationäre Betreuung im Wochenbett bis zu sechs Tagen an.
Viele Geburtshäuser bieten nach der Geburt Rückbildungsgymnastik, Stilltreffs, Krabbelgruppen und anderes an.

## Finanzierung der Hebammenleistungen im Geburtshaus
Ihre Leistungen rechnen die überwiegend freiberuflich tätigen Hebammen und die Geburtshäuser mit den gesetzlichen Krankenkassen direkt ab. In vielen Fällen wird den Versicherten außerdem von ihren Krankenkassen aus Kulanz ein Teil der privat zu finanzierenden Rufbereitschaftskosten erstattet. Privat Versicherte müssen die Finanzierung zuvor mit ihrer Krankenversicherung abklären, jedoch erstatten inzwischen die meisten Versicherer die Kosten der Hebammen und des Geburtshauses in voller Höhe.

## Berufsorganisation der Geburtshäuser
Das 1999 gegründete „Netzwerk der Geburtshäuser/Hebammengeleiteten Einrichtungen in Deutschland e. V.“ vertritt als Berufsverband die wirtschaftlichen und beruflichen Interessen der Geburtshäuser/Hebammengeleiteten Einrichtungen (HgE) sowie der in diesen tätigen Hebammen gegenüber Politik, Öffentlichkeit, Verbänden und anderen Organisationen. Dazu gehören insbesondere folgende Aufgaben:
- Verhandlungen mit dem Spitzenverband der gesetzlichen Krankenkassen zum Abschluss von Verträgen i.S. von § 134a SGB V über die Versorgung mit Hebammenhilfe, die Vergütung dieser Leistungen einschließlich der Betriebskostenerstattung für die Geburtshäuser/HgE und der Anforderungen an die Qualität der Leistungen,
- Fortbildung für Hebammen und in den Geburtshäusern/HgE tätige Personen zu Themen der außerklinischen Geburtshilfe und insbesondere zur Arbeit in den Geburtshäusern/HgE,
- Unterstützung des Prozesses der internen Qualitätssicherung in den Geburtshäusern/HgE,
- Förderung des Informationsaustausches zwischen den Geburtshäusern/HgE sowie
- Unterstützung von Initiativen zur Gründung eines Geburtshauses/HgE.